# Thomas Walter (botànic)
Thomas Walter (cap a 1740 – 17 de gener de 1789) va ser un botànic britànic nascut als futurs Estats Units. És ben conegut per la seva Flora Caroliniana (1788), un catàleg de les plantes amb flors de Carolina del Sud.
L'espècie Iris hexagona, va ser publicada i descrita per Thomas a 'Flora Caroliniana' pàgina 66 el 1788. Poc després d'acabar el seu llibre, morí als 49 anys.